# Danskefilm.dk
Danskefilm.dk, eller Dansk film database, är en dansk webbaserad databas om filmer, skådespelare med mera.
Databasen har funnits sedan 1999, och gjordes om utseendemässigt 2017. Med tiden har databasen utöver spelfilmer och skådespelare även kommit att omfatta bland annat TV-serier, stumfilm och revy.
Databasen omfattar framför allt danska skådespelare, men även utländska skådespelare som medverkat i danska produktioner finns upptagna.